# Glacier Diller
Le glacier Diller (en anglais : Diller Glacier) se trouve dans l'État de l'Oregon, aux États-Unis. Le glacier est situé dans la chaîne des Cascades, sur le flanc sud-est du volcan Middle Sister à une altitude d'environ 2 700 mètres.